# Eerste klasse 1951-52 (voetbal België)
Het seizoen 1951/52 van de Belgische Eerste Klasse ging van start in de zomer van 1951 en eindigde in de lente van 1952. De competitie telde 16 clubs en het was het laatste seizoen dat de competitie de naam Ere Afdeling droeg. RFC Liégeois werd voor de vierde keer in de geschiedenis van de club kampioen.

## Gepromoveerde teams
Deze teams waren gepromoveerd uit de Tweede Klasse (deze klasse werd nog Eerste Afdeling genoemd) voor de start van het seizoen:
- Union Royale Saint-Gilloise (kampioen in Eerste Afdeling A)
- RUS Tournaisienne (kampioen in Eerste Afdeling B)

## Degraderende teams
Deze teams degradeerden naar Tweede Klasse op het eind van het seizoen:
- R. Racing Club de Bruxelles
- RUS Tournaisienne

## Titelstrijd
RFC Liégeois werd na lange tijd terug kampioen met 4 punten voorsprong. Vicekampioen werd RC Mechelen KM en derde werd R. Antwerp FC die beiden evenveel punten telden.

## Degradatiestrijd
Promovendus RUS Tournaisienne werd afgetekend laatste. De tweede dalersplaats was voor R. Racing Club de Bruxelles dat nipt de degradatiestrijd verloor tegen R. Charleroi SC en R. Standard Club Liège.

## Eindstand
|   |    |                             | P  | W  | G  | V  | +  | -   | DS  | Ptn |
| - | -- | --------------------------- | -- | -- | -- | -- | -- | --- | --- | --- |
| K | 1  | RFC Liégeois                | 30 | 20 | 4  | 6  | 71 | 40  | 31  | 44  |
|   | 2  | RC Mechelen KM              | 30 | 16 | 8  | 6  | 77 | 41  | 36  | 40  |
|   | 3  | R. Antwerp FC               | 30 | 18 | 4  | 8  | 66 | 43  | 23  | 40  |
|   | 4  | Union Royale Saint-Gilloise | 30 | 15 | 8  | 7  | 61 | 48  | 13  | 38  |
|   | 5  | RFC Malinois                | 30 | 14 | 7  | 9  | 63 | 54  | 9   | 35  |
|   | 6  | RSC Anderlechtois           | 30 | 14 | 5  | 11 | 71 | 47  | 14  | 32  |
|   | 7  | ARA La Gantoise             | 30 | 13 | 6  | 11 | 56 | 57  | -1  | 32  |
|   | 8  | R. OC de Charleroi          | 30 | 10 | 11 | 9  | 47 | 38  | 9   | 31  |
|   | 9  | R. Tilleur FC               | 30 | 10 | 9  | 11 | 42 | 46  | -4  | 29  |
|   | 10 | R. Berchem Sport            | 30 | 11 | 6  | 13 | 57 | 61  | -4  | 28  |
|   | 11 | R. Daring Club de Bruxelles | 30 | 9  | 8  | 13 | 44 | 50  | -6  | 26  |
|   | 12 | R. Beerschot AC             | 30 | 10 | 6  | 14 | 67 | 54  | 13  | 26  |
|   | 13 | R. Standard Club Liège      | 30 | 7  | 9  | 14 | 47 | 57  | -10 | 23  |
|   | 14 | R. Charleroi SC             | 30 | 7  | 8  | 15 | 43 | 65  | -22 | 22  |
| D | 15 | R. Racing Club de Bruxelles | 30 | 7  | 7  | 16 | 36 | 61  | -25 | 21  |
| D | 16 | RUS Tournaisienne           | 30 | 3  | 6  | 21 | 25 | 101 | -76 | 12  |

P: wedstrijden gespeeld, W: wedstrijden gewonnen, G: gelijke spelen, V: wedstrijden verloren, +: gescoorde doelpunten, -: doelpunten tegen, DS: doelsaldo, Ptn: totaal punten
K: kampioen, D: degradeert

## Topschutter
| Scorer           | Goals | Team            |        |
| ---------------- | ----- | --------------- | ------ |
| Jozef Mannaerts  | 23    | RC Mechelen KM  | België |
| Rik Coppens      | 22    | R. Beerschot AC | België |
| Louis Verbruggen | 18    | R. Antwerp FC   | België |

1895/96 · 1896/97 · 1897/98 · 1898/99 · 1899/00 · 1900/01 · 1901/02 · 1902/03 · 1903/04 · 1904/05 · 1905/06 · 1906/07 · 1907/08 · 1908/09 · 1909/10 · 1910/11 · 1911/12 · 1912/13 · 1913/14 · 1914/15 · 1915/16 · 1916/17 · 1917/18 · 1918/19 · 
1919/20 · 1920/21 · 1921/22 · 1922/23 · 1923/24 · 1924/25 · 1925/26 · 1926/27 · 1927/28 · 1928/29 · 1929/30 · 1930/31 · 1931/32 · 1932/33 · 1933/34 · 1934/35 · 1935/36 · 1936/37 · 1937/38 · 1938/39 · 1939/40 · 1940/41 · 1941/42 · 1942/43 · 1943/44 · 1944/45 · 1945/46 · 1946/47 · 1947/48 · 1948/49 · 1949/50 · 1950/51 · 1951/52 · 1952/53 · 1953/54 · 1954/55 · 1955/56 · 1956/57 · 1957/58 · 1958/59 · 1959/60 · 1960/61 · 1961/62 · 1962/63 · 1963/64 · 1964/65 · 1965/66 · 1966/67 · 1967/68 · 1968/69 · 1969/70 · 1970/71 · 1971/72 · 1972/73 · 1973/74 · 1974/75 · 1975/76 · 1976/77 · 1977/78 · 1978/79 · 1979/80 · 1980/81 · 1981/82 · 1982/83 · 1983/84 · 1984/85 · 1985/86 · 1986/87 · 1987/88 · 1988/89 · 1989/90 · 1990/91 · 1991/92 · 1992/93 · 1993/94 · 1994/95 · 1995/96 · 1996/97 · 1997/98 · 1998/99 · 1999/00 · 2000/01 · 2001/02 · 2002/03 · 2003/04 · 2004/05 · 2005/06 · 2006/07 · 2007/08 · 2008/09 · 2009/10 · 2010/11 · 2011/12 · 2012/13 · 2013/14 · 2014/15 · 2015/16 · 2016/17 · 2017/18 · 2018/19 · 2019/20 · 2020/21· 2021/22 · 2022/23 · 2023/24 · 2024/25